# Kysucké Nové Mesto
Kysucké Nové Mesto (węg. Kiszucaújhely, niem. Kischützneustadt/Oberneustadl) – miasto powiatowe w północnej Słowacji, w kraju żylińskim, w historycznym regionie Kysuce. Ośrodek administracyjny, gospodarczy i kulturalny tzw. Dolnych Kysuc.
Kysucké Nové Mesto leży na wysokości 358 m n.p.m. na prawym brzegu rzeki Kisucy, w Kotlinie Kisuckiej, oddzielającej Jaworniki od Gór Kisuckich. Liczba mieszkańców miasta wynosi 15 699 osób [2011], powierzchnia miasta – 26,41 km². W skład miasta wchodzą obecnie dawne wsie Dúbie, Budatínska Lehota i Oškerda.
Przez miasto przebiega droga krajowa nr 11 z Čadcy do Żyliny (trasa europejska E75) i równoległa do tej trasy linia kolejowa (dawna Kolej Koszycko-Bogumińska).

## Historia
Pierwsza pisemna wzmianka o Kisuckim Nowym Mieście, znanym wówczas jako Jesesin (później także Jačatín, Iachasin, Lethyzyn), pochodzi z pisma króla Węgier Beli IV z 1254. Osada była wówczas prawdopodobnie posterunkiem celnym na szlaku handlowym, biegnącym wzdłuż Kisucy z doliny dolnego Wagu na Śląsk. Niektóre znaleziska archeologiczne i wzmianki historyczne łączą ją z istnieniem najstarszej parafii na Kisucach w Radoli. W 1325 miasto zostało lokowane na prawie żylińskim jako Congesberg (Kongesberg), uzyskując m.in. prawo targowe. We wzmiance z 1358 r. występuje już pod nazwą Nova Civitas ("Nowe Miasto" – Nové Mesto).
Kysucké Nové Mesto należało do feudalnego dominium z siedzibą na zamku Budatín. Podstawą gospodarki miasta było początkowo rolnictwo, hodowla owiec oraz handel (m.in. wywóz węgierskich win do Polski i na Dolny Śląsk). Już na 1598 rok potwierdzone jest istnienie browaru. Od XVII w. rozwijało się rzemiosło, które na początku XIX w. uczyniło z miasta jeden z ważniejszych ośrodków gospodarczych w północno-wschodniej Słowacji. W tym czasie działało tu ok. 240 mistrzów, reprezentujących 20 rzemiosł i skupionych w (według różnych źródeł) 8 – 19 cechach. Wśród najliczniejszych należy wymienić szewców, kożuszników, kłobuczników (kapeluszników) i kowali. Do takiej działalności nawiązywała zabudowa miasta, z prostokątnym rynkiem jako centrum handlowym z otaczającymi go parterowymi lub piętrowymi domami z podcieniami, oraz z wybiegającymi z niego uliczkami, zabudowanymi parterowymi domami rzemieślniczymi.
Od końca XIX wieku, po serii katastrofalnych epidemii, powodzi i pożarów, miasto zaczęło podupadać. Po ostatnim pożarze z 16 sierpnia 1904 r., który pozostawił w mieście tylko 30 domów, utraciło ostatecznie znaczenie na rzecz pobliskiej Żyliny. W 1910 miasto miało 2014 mieszkańców – wyłącznie Słowaków.
Po II wojnie światowej Kysucké Nové Mesto stało się ośrodkiem przemysłowym – powstały tu m.in. znaczące zakłady produkcji łożysk tocznych. Do roku 1960 miasto było siedzibą powiatu, obejmującego 25 wsi (po części spoza granic Dolnych Kysuc). Rangę siedziby powiatu (już jednak tylko z 13 miejscowościami) odzyskało w 1997 r. Obecnie miasto staje się w coraz większym stopniu centrum turystycznym. Rozwojowi turystyki sprzyjają zajmująca przyrodniczo okolica (rezerwaty Kysucká brána, Ľadonhora, Ochodnický prameň i Veľké Ostré) i dobre tereny narciarskie.

## Zabytki
Z powodu licznych katastrof nawiedzających miasto w XIX i na początku XX wieku nie zachowało się tu wiele zabytków. Należą do nich:
- zespół historycznej zabudowy rynku miejskiego z XVII-XIX stulecia, jedyny zachowany kompleks miejskiej zabudowy na Kisucach;
- kościół p.w. świętego Jakuba, pierwotnie gotycki z końca XIII w., po pożarze z 1904 r. przebudowany w stylu neoromańskim, najstarszy istniejący obiekt sakralny na Kisucach;
- kościół p.w. Niepokalanego Poczęcia Marii Panny, rozbudowany na początku XIX w. w stylu klasycystycznym ze starszej (połowa XVIII w.) kaplicy;
- pozostałości kirkutu żydowskiego z początków XIX w.